# ليندا جودفريند
ليندا جودفريند (بالإنجليزية: Lynda Goodfriend)‏ هي ممثلة أمريكية، ولدت في 31 أكتوبر 1953 بميامي في الولايات المتحدة.

## أعمال

### أفلام
- (1990) امرأة جميلة[3][4]

### مسلسلات
- أيام سعيدة

## وصلات خارجية
- ليندا جودفريند على موقع IMDb (الإنجليزية)
- ليندا جودفريند على موقع ألو سيني (الفرنسية)
- ليندا جودفريند على موقع أول موفي (الإنجليزية)
- ليندا جودفريند على موقع إن إن دي بي (الإنجليزية)
- ليندا جودفريند على موقع قاعدة بيانات الفيلم (الإنجليزية)
- ليندا جودفريند على موقع كينوبويسك (الروسية)